# 大肖恩
尚恩·迈克尔·伦纳德·安德森（英語：Sean Michael Leonard Anderson，1988年3月25日—），艺名大肖恩（Big Sean），是一位美国的饶舌歌手。2007年与肯伊·威斯特的G.O.O.D. Music签约，并与2008年与Def Jam签约。2011年发行专辑《最后著名》(Finally Famous)，其中与妮琪·米娜的主打歌《Dance (A$$)》曾上榜告示牌百强单曲榜第14名。

## 早期生活
肖恩·迈克尔·伦纳德·安德森于1988年3月25日出生在加州圣莫尼卡，父母是米拉·安德森和詹姆斯·安德森。当他三个月大的时候，他搬到了密歇根州的底特律，在那里由他的母亲和祖母抚养长大，他的母亲是一名教师。安德森的祖母米尔德里德·伦纳德曾参加过第二次世界大战，是美国陆军历史上第一批黑人女上尉之一。他就读于底特律华尔道夫学校，并以 3.7 GPA 的成绩毕业于卡斯技术高中。

## 作品
专辑（按照时间先后顺序）
- 2010: Detroit
- 2011: 最后著名 (Finally Famous)
- 2011: I Put The G In GOOD Music
- 2012: TBA
- 2013: Good Music Chicago
- 2013: Half of Fame
- 2015: Dark Sky Paradise
- 2017: I Decided.

和音带
- 2008: Finally Famous Vol. 1: The Mixtape
- 2009: Finally Famous Vol. 2: UKNOWBIGSEAN
- 2010: Finally Famous Vol. 3: BIG

EP
- 2011: Dance（Remix）Feat.Nicki Minaj
- 2012: Guap
- 2013: Switch Up (feat. Common) - Single
- 2013: Beware（Feat.Lil Wayne,Jhené Aiko - Single
- 2013: Fire